# 佐洛塔亚戈拉村委员会
佐洛塔亚戈拉村委员会（俄语：Золотогорский сельсовет）是俄罗斯联邦阿穆尔州结雅区所属的一个村委员会。其下辖有1个居民点，行政中心为佐洛塔亚戈拉。据2014年统计，该村委员会的人口为83人。
2014年，佐洛塔亚戈拉村委员会并入索斯诺维博尔村委员会。